# Любартів (гміна)
Гміна Любартів (пол. Gmina Lubartów) — сільська гміна у східній Польщі. Належить до Любартівського повіту Люблінського воєводства.
Станом на 31 грудня 2011 у гміні проживало 10958 осіб.

## Площа
Згідно з даними за 2007 рік площа гміни становила 158.94 км², у тому числі:
- орні землі: 57.00%
- ліси: 36.00%

Таким чином, площа гміни становить 12.32% площі повіту.

## Населення
Станом на 31 грудня 2011:
| Опис     | Загалом | Загалом | Чоловіки | Чоловіки | Жінки | Жінки |
| -------- | ------- | ------- | -------- | -------- | ----- | ----- |
| одиниця  | осіб    | %       | осіб     | %        | осіб  | %     |
| все      | 10958   | 100     | 5386     | 49.15    | 5572  | 50.85 |
| міське   | 0       | 100     | 0        |          | 0     |       |
| сільське | 10958   | 100     | 5386     | 49.15    | 5572  | 50.85 |

## Сусідні гміни
Гміна Любартів межує з такими гмінами: Фірлей, Камйонка, Любартів, Недзьв'яда, Немце, Острувек, Серники, Спічин.